# Ponteilla
Ponteilla är en kommun i departementet Pyrénées-Orientales i regionen Occitanien i södra Frankrike. Kommunen ligger i kantonen Thuir som tillhör arrondissementet Perpignan. År 2022 hade Ponteilla 3 012 invånare.

## Befolkningsutveckling
Antalet invånare i kommunen Ponteilla
| Referens: INSEE |